# The Civil War (jeu vidéo)
The Civil War est un jeu vidéo de type wargame conçu par Adrian Earle et publié par Empire Interactive en  1995 sur PC. Le jeu retrace la guerre de Sécession, qui oppose l’Union et les États confédérés. Il propose deux modes de jeu : un mode campagne, qui simule la totalité de la guerre, et un mode bataille permet de simuler des affrontements spécifiques. Le mode campagne se déroule sur une carte des États-Unis où le joueur déplace ses armées et gère ses ressources. Les combats y sont gérés comme dans le mode bataille, sur une carte spécifique. 

## Accueil
| The Civil War |      |       |
| Média         | Pays | Notes |
| CGW           | US   | 1/5   |
| Joystick      | FR   | 90 %  |
| PC Gamer US   | US   | 84 %  |